# Couladère
Couladère est une commune française située dans le centre du département de la Haute-Garonne, en région Occitanie. Sur le plan historique et culturel, la commune est dans le pays de Comminges, correspondant à l’ancien comté de Comminges, circonscription de la province de Gascogne située sur les départements actuels du Gers, de la Haute-Garonne, des Hautes-Pyrénées et de l'Ariège.
Exposée à un climat océanique altéré, elle est drainée par la Garonne et par divers autres petits cours d'eau. La commune possède un patrimoine naturel remarquable : deux sites Natura 2000 (la « vallée de la Garonne de Boussens à Carbonne » et « Garonne, Ariège, Hers, Salat, Pique et Neste »), un espace protégé (« la Garonne, l'Ariège, l'Hers Vif et le Salat ») et deux zones naturelles d'intérêt écologique, faunistique et floristique.
Couladère est une commune urbaine qui compte 413 habitants en 2022, après avoir connu une forte hausse de la population depuis 1975. Elle appartient à l'unité urbaine de Cazères et fait partie de l'aire d'attraction de Toulouse. Ses habitants sont appelés les Couladériens ou  Couladériennes.

## Géographie

### Localisation
La commune de Couladère se trouve dans le département de la Haute-Garonne, en région Occitanie.
Elle se situe à 53 km à vol d'oiseau de Toulouse, préfecture du département, à 34 km de Muret, sous-préfecture, et à 1 km de Cazères, bureau centralisateur du canton de Cazères dont dépend la commune depuis 2015 pour les élections départementales.
La commune fait en outre partie du bassin de vie de Cazères.
Les communes les plus proches sont : 
Cazères (0,7 km), Palaminy (1,7 km), Saint-Christaud (3,4 km), Gensac-sur-Garonne (3,7 km), Saint-Michel (3,8 km), Le Plan (4,5 km), Mauran (5,0 km), Plagne (5,6 km).
Sur le plan historique et culturel, Couladère fait partie du pays de Comminges, correspondant à l’ancien comté de Comminges, circonscription de la province de Gascogne située sur les départements actuels du Gers, de la Haute-Garonne, des Hautes-Pyrénées et de l'Ariège.
Couladère est limitrophe de trois autres communes.
Les communes limitrophes sont Saint-Christaud, Cazères et Saint-Michel.
| Cazères |              |                 |
|         | Couladère    | Saint-Christaud |
|         | Saint-Michel |                 |

### Géologie et relief
La superficie de la commune est de 218 hectares ; son altitude varie de 225  à   306 mètres.

### Hydrographie

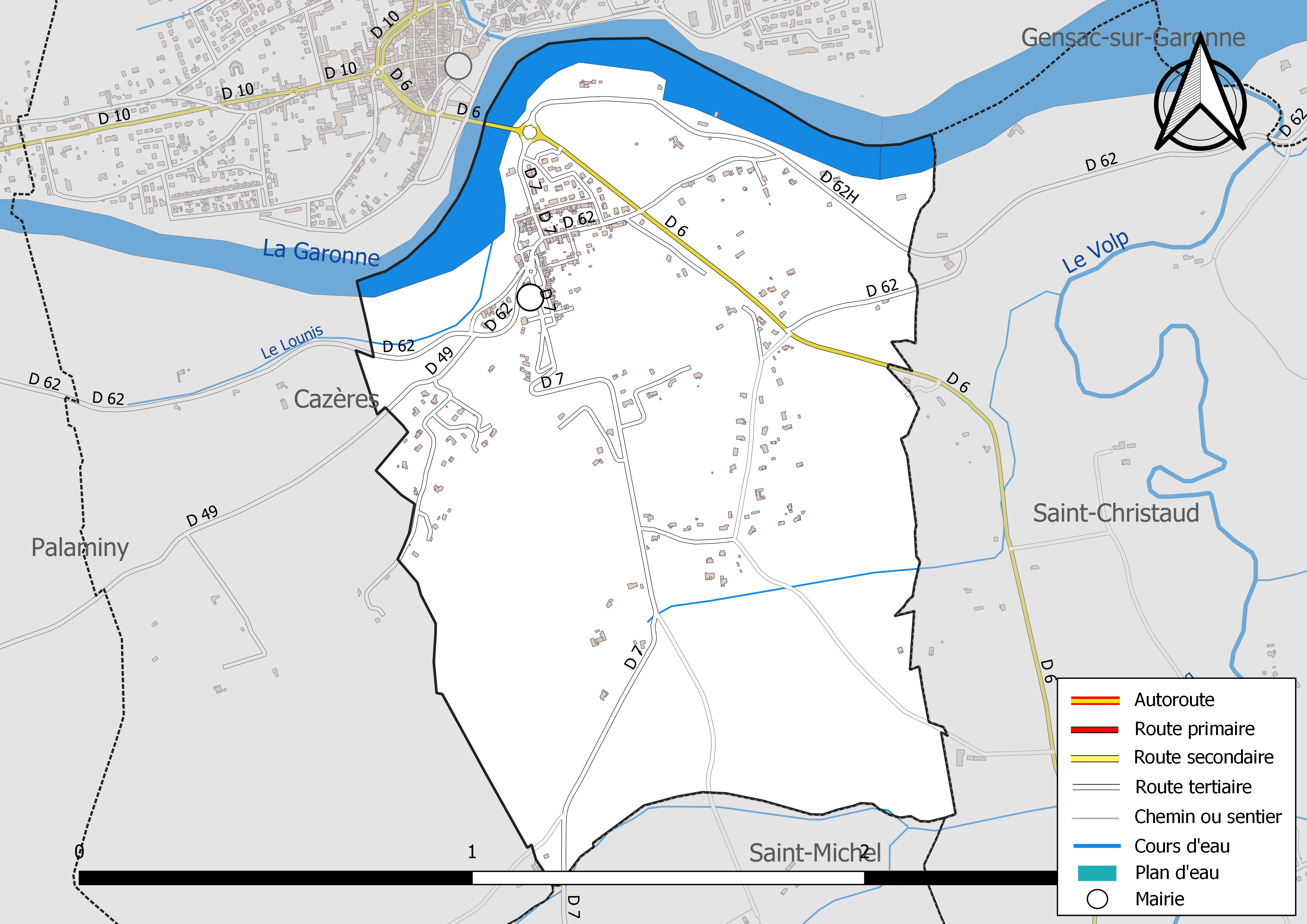
Réseaux hydrographique et routier de Couladère.

La commune est dans le bassin de la Garonne, au sein du bassin hydrographique Adour-Garonne. Elle est drainée par la Garonne, le Lounis, le ruisseau de Séguelong et par un petit cours d'eau, constituant un réseau hydrographique de 3 km de longueur totale,.
La Garonne est un fleuve principalement français prenant sa source en Espagne et qui coule sur 529 km avant de se jeter dans l’océan Atlantique. Elle longe le flanc nord de la commune et en constitue une limite séparative.

### Climat
Pour des articles plus généraux, voir Climat de l'Occitanie et Climat de la Haute-Garonne.
En 2010, le climat de la commune est de type climat océanique altéré, selon une étude s'appuyant sur une série de données couvrant la période 1971-2000. En 2020, Météo-France publie une typologie des climats de la France métropolitaine dans laquelle la commune est toujours exposée à un climat océanique altéré et est dans la région climatique Aquitaine, Gascogne, caractérisée par une pluviométrie abondante au printemps, modérée en automne, un faible ensoleillement au printemps, un été chaud (19,5 °C), des vents faibles, des brouillards fréquents en automne et en hiver et des orages fréquents en été (15 à 20 jours).
Pour la période 1971-2000, la température annuelle moyenne est de 12,7 °C, avec une amplitude thermique annuelle de 15,5 °C. Le cumul annuel moyen de précipitations est de 828 mm, avec 9,6 jours de précipitations en janvier et 6,2 jours en juillet. Pour la période 1991-2020, la température moyenne annuelle observée sur la station météorologique la plus proche, située sur la commune de Palaminy à 2 km à vol d'oiseau, est de 13,2 °C et le cumul annuel moyen de précipitations est de 715,2 mm,. Pour l'avenir, les paramètres climatiques de la commune estimés pour 2050 selon différents scénarios d'émission de gaz à effet de serre sont consultables sur un site dédié publié par Météo-France en novembre 2022.

### Milieux naturels et biodiversité

#### Espaces protégés
La protection réglementaire est le mode d’intervention le plus fort pour préserver des espaces naturels remarquables et leur biodiversité associée,.
Un  espace protégé est présent sur la commune : 
« la Garonne, l'Ariège, l'Hers Vif et le Salat », objet d'un arrêté de protection de biotope, d'une superficie de 1 658,7 ha.

#### Réseau Natura 2000

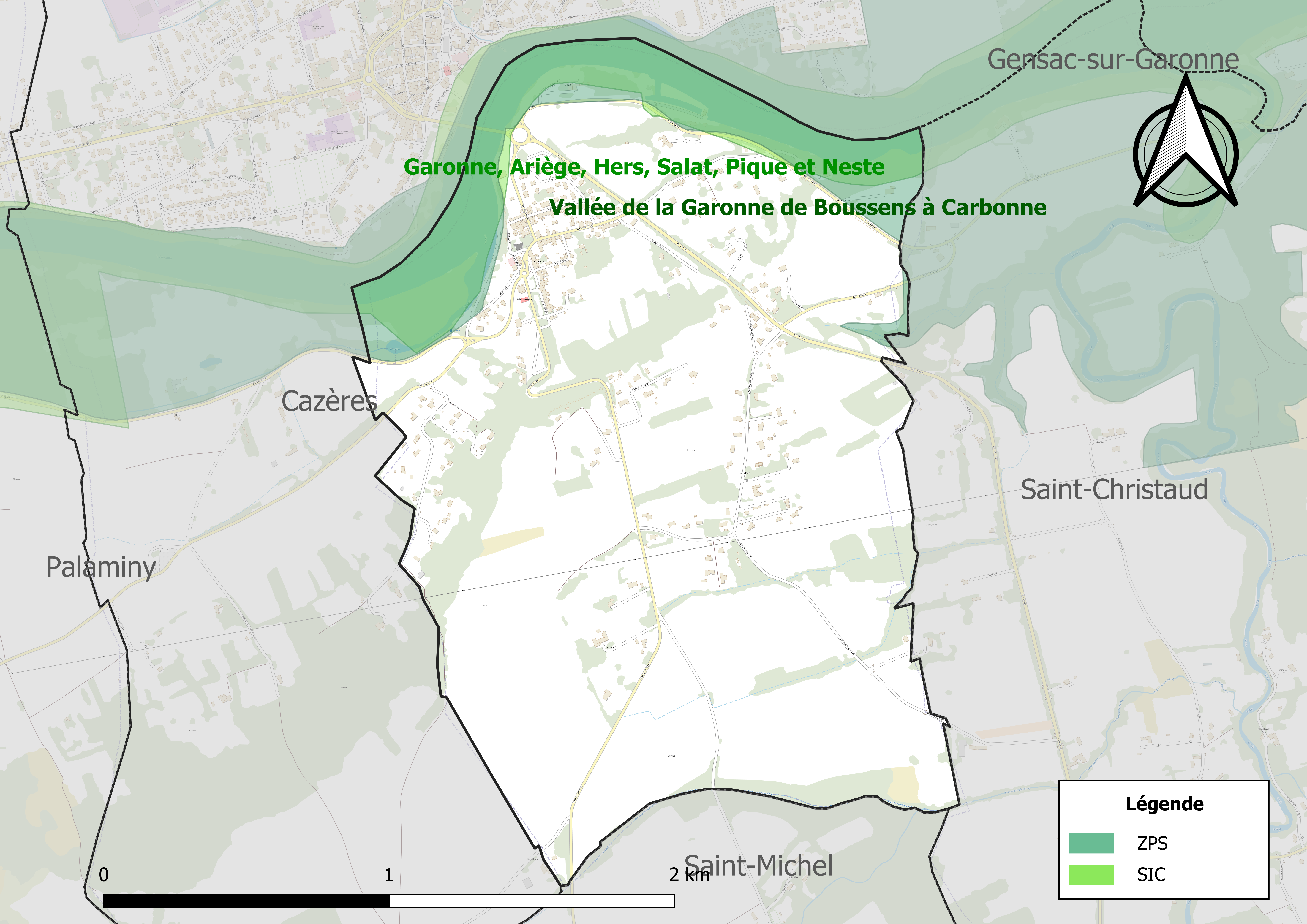
Site Natura 2000 sur le territoire communal.

Le réseau Natura 2000 est un réseau écologique européen de sites naturels d'intérêt écologique élaboré à partir des directives habitats et oiseaux, constitué de zones spéciales de conservation (ZSC) et de zones de protection spéciale (ZPS).
Un site Natura 2000 a été défini sur la commune au titre de la directive habitats. : 
- « Garonne, Ariège, Hers, Salat, Pique et Neste », d'une superficie de 9 581 ha, un réseau hydrographique pour les poissons migrateurs (zones de frayères actives et potentielles importantes pour le Saumon en particulier qui fait l'objet d'alevinages réguliers et dont des adultes atteignent déjà Foix sur l'Ariège[21]

et un au titre de la directive oiseaux : 
- la « vallée de la Garonne de Boussens à Carbonne », d'une superficie de 1 893 ha, hébergeant une avifaune bien représentée en diversité, mais en effectifs limités (en particulier, baisse des populations de plusieurs espèces de hérons). Trois espèces de hérons y nichent : Garde-bœufs, Bihoreau gris et Aigrette garzette[22].

#### Zones naturelles d'intérêt écologique, faunistique et floristique

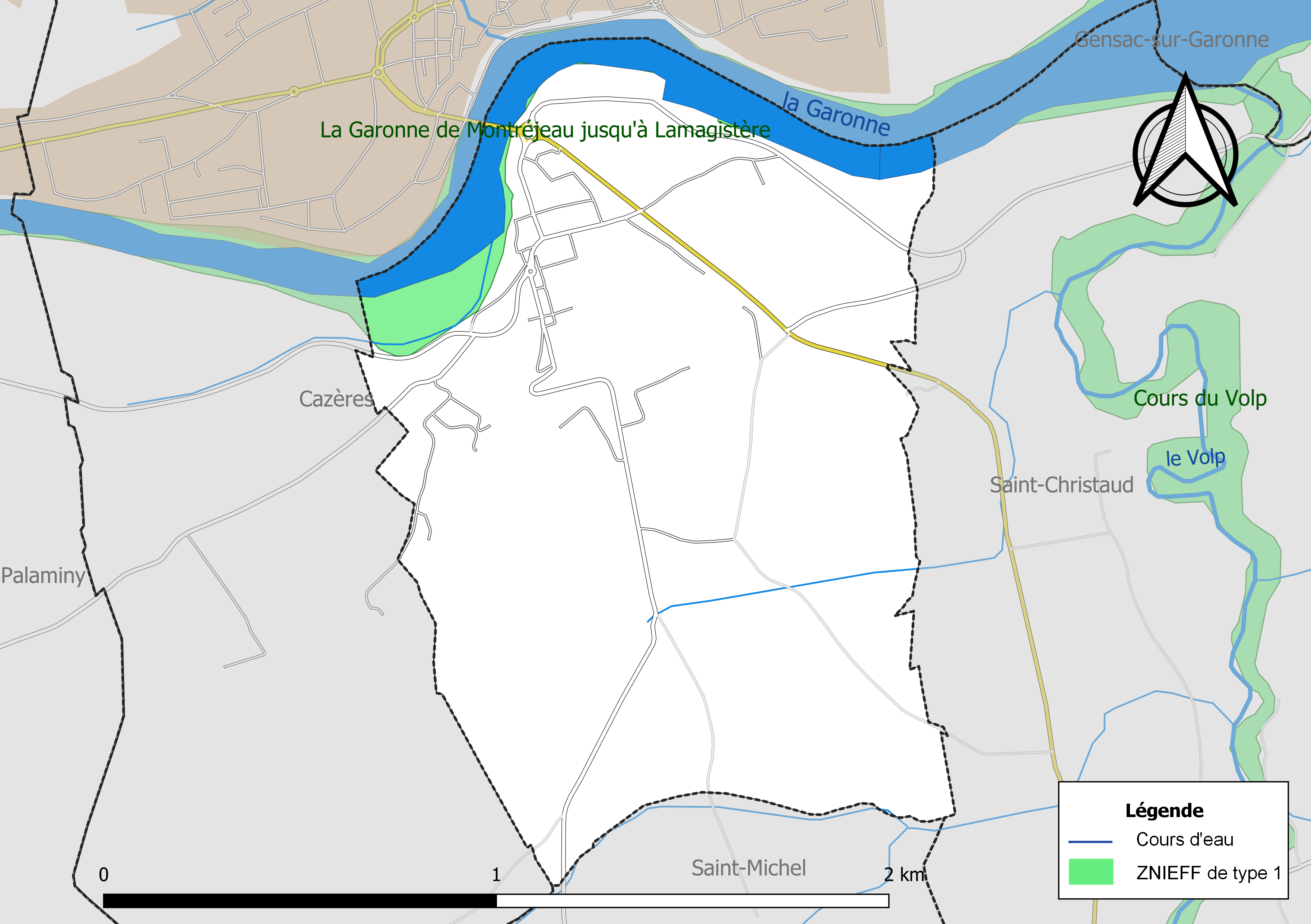
Carte de la ZNIEFF de type 1 localisées sur la commune.

L’inventaire des zones naturelles d'intérêt écologique, faunistique et floristique (ZNIEFF) a pour objectif de réaliser une couverture des zones les plus intéressantes sur le plan écologique, essentiellement dans la perspective d’améliorer la connaissance du patrimoine naturel national et de fournir aux différents décideurs un outil d’aide à la prise en compte de l’environnement dans l’aménagement du territoire.
Une ZNIEFF de type 1 est recensée sur la commune :
« la Garonne de Montréjeau jusqu'à Lamagistère » (5 075 ha), couvrant 92 communes dont 63 dans la Haute-Garonne, trois en Lot-et-Garonne et 26 en Tarn-et-Garonne et une ZNIEFF de type 2, : 
« la Garonne et milieux riverains, en aval de Montréjeau » (6 874 ha), couvrant 93 communes dont 64 dans la Haute-Garonne, trois en Lot-et-Garonne et 26 en Tarn-et-Garonne.

## Urbanisme

### Typologie
Au 1er janvier 2024, Couladère est catégorisée petite ville, selon la nouvelle grille communale de densité à sept niveaux définie par l'Insee en 2022.
Elle appartient à l'unité urbaine de Cazères, une agglomération intra-départementale regroupant trois  communes, dont elle est une commune de la banlieue,,. Par ailleurs la commune fait partie de l'aire d'attraction de Toulouse, dont elle est une commune de la couronne,. Cette aire, qui regroupe 527 communes, est catégorisée dans les aires de 700 000 habitants ou plus (hors Paris),.

### Occupation des sols
L'occupation des sols de la commune, telle qu'elle ressort de la base de données européenne d’occupation biophysique des sols Corine Land Cover (CLC), est marquée par l'importance des territoires agricoles (85,7 % en 2018), une proportion identique à celle de 1990 (85,7 %). La répartition détaillée en 2018 est la suivante : 
zones agricoles hétérogènes (47,7 %), terres arables (37,7 %), forêts (7,1 %), eaux continentales (7,1 %), prairies (0,3 %). L'évolution de l’occupation des sols de la commune et de ses infrastructures peut être observée sur les différentes représentations cartographiques du territoire : la carte de Cassini (XVIIIe siècle), la carte d'état-major (1820-1866) et les cartes ou photos aériennes de l'IGN pour la période actuelle (1950 à aujourd'hui).

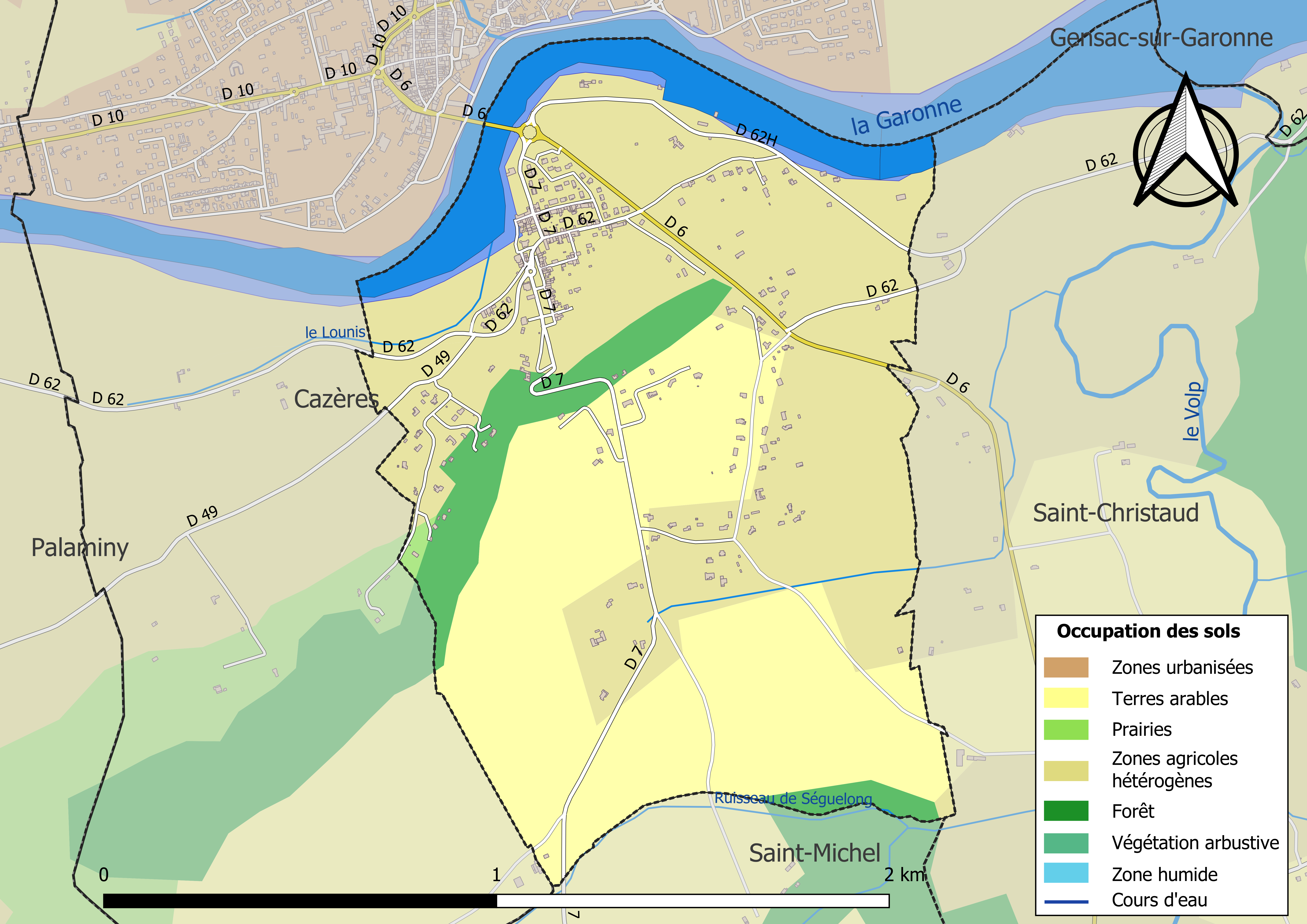
Carte des infrastructures et de l'occupation des sols de la commune en 2018 (CLC).

### Voies de communication et transports
- Par la route : A64 sortie :  23, par l'ancienne route nationale 125 et le réseau Arc-en-ciel de Haute-Garonne.

- Par le train : en gare de Cazères sur la ligne Toulouse - Bayonne.
- Par l'avion : aéroport Toulouse-Blagnac (à 60 km) et aérodrome de Cazères - Palaminy (activités de loisirs et de tourisme).

### Risques majeurs
Le territoire de la commune de Couladère est vulnérable à différents aléas naturels : météorologiques (tempête, orage, neige, grand froid, canicule ou sécheresse), inondations, mouvements de terrains et séisme (sismicité faible). Il est également exposé à un risque technologique, la rupture d'un barrage. Un site publié par le BRGM permet d'évaluer simplement et rapidement les risques d'un bien localisé soit par son adresse soit par le numéro de sa parcelle.

#### Risques naturels
Certaines parties du territoire communal sont susceptibles d’être affectées par le risque d’inondation par débordement de cours d'eau, notamment la Garonne. La commune a été reconnue en état de catastrophe naturelle au titre des dommages causés par les inondations et coulées de boue survenues en 1982, 1988, 1999, 2009 et 2022,.

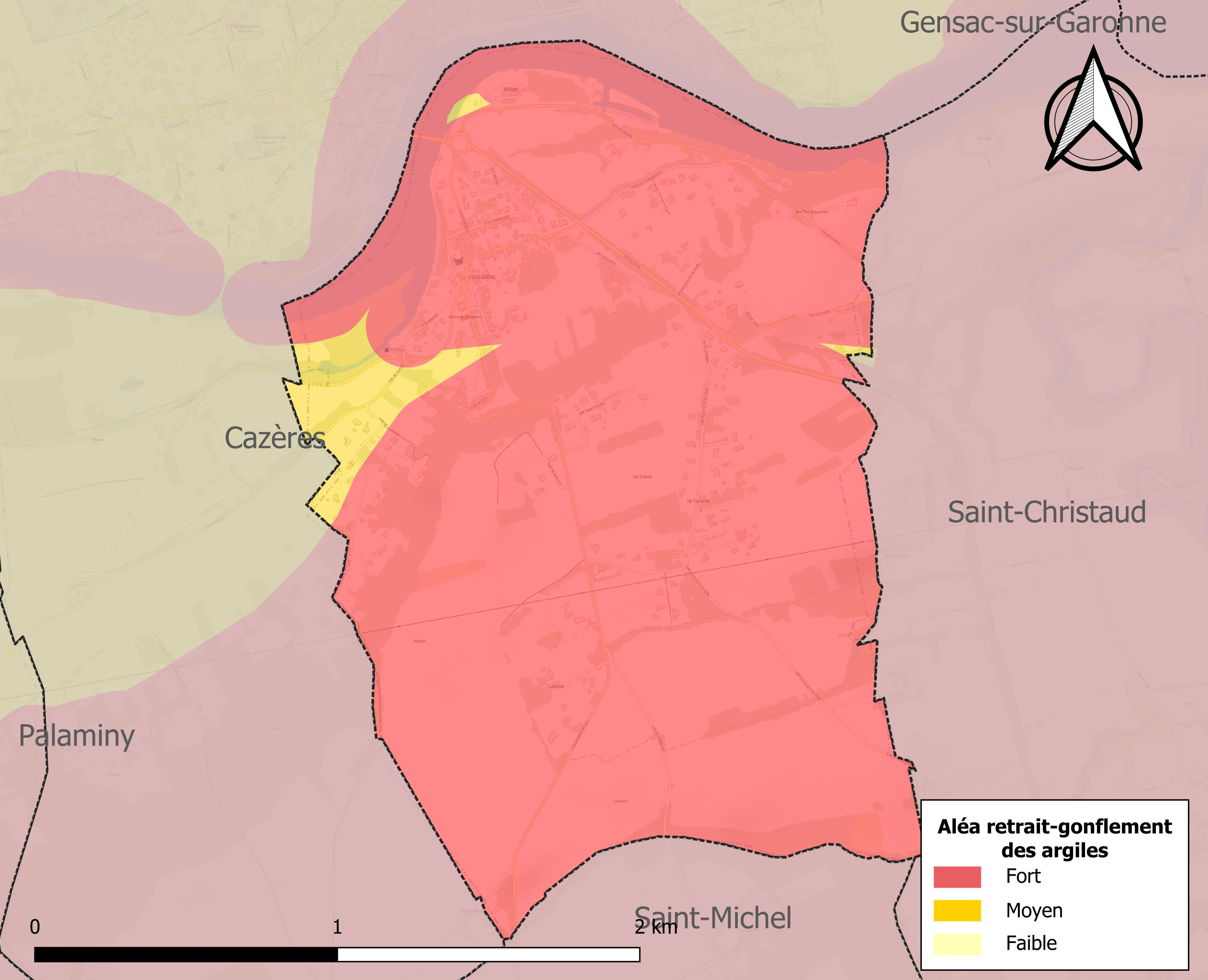
Carte des zones d'aléa retrait-gonflement des sols argileux de Couladère.

La commune est vulnérable au risque de mouvements de terrains constitué principalement du retrait-gonflement des sols argileux. Cet aléa est susceptible d'engendrer des dommages importants aux bâtiments en cas d’alternance de périodes de sécheresse et de pluie. La totalité de la commune est en aléa moyen ou fort (88,8 % au niveau départemental et 48,5 % au niveau national). Sur les 234 bâtiments dénombrés sur la commune en 2019, 234 sont en aléa moyen ou fort, soit 100 %, à comparer aux 98 % au niveau départemental et 54 % au niveau national. Une cartographie de l'exposition du territoire national au retrait gonflement des sols argileux est disponible sur le site du BRGM,.
Par ailleurs, afin de mieux appréhender le risque d’affaissement de terrain, l'inventaire national des cavités souterraines permet de localiser celles situées sur la commune.
Concernant les mouvements de terrains, la commune a été reconnue en état de catastrophe naturelle au titre des dommages causés par la sécheresse en 2015 et 2016 et par des mouvements de terrain en 1999.

#### Risques technologiques
La commune est en outre située en aval du barrage de Cap de Long sur la Neste de Couplan (département des Hautes-Pyrénées). À ce titre elle est susceptible d’être touchée par l’onde de submersion consécutive à la rupture de cet ouvrage.

## Histoire

### Préhistoire
Le site archéologique des Tambourets se trouve à un peu moins de 1 km à l'ouest de Couladère, tout proche de la Garonne. Ce site et celui du Basté sont les deux principaux sites de plein air châtelperroniens des Pyrénées ; tous deux sont situés près d'une confluence fluviale, proches d’une source de matériaux lithiques, et leurs quantités d'assemblages lithiques sont comparables ; ce sont des lieux de fabrication des outils et de traitement secondaire des produits de la chasse acquis au cours d'expéditions qui peuvent utiliser des haltes comme par exemple Brassempouy. Aux Tambourets, deux aires d'activités sont nettement distinctes,. La séquence stratigraphique des Tambourets commence avec le Châtelperronien (niveau 1,).

### Moyen-Âge
À partir du Moyen Âge jusqu'à sa disparition en 1790, pendant la Révolution française, Couladère faisait partie du diocèse de Rieux.

## Politique et administration

### Administration municipale
Le nombre d'habitants au recensement de 2011 étant compris entre 100 et 499, le nombre de membres du conseil municipal pour l'élection de 2014 est de onze,.

### Rattachements administratifs et électoraux
Commune faisant partie de la huitième circonscription de la Haute-Garonne de la communauté de communes Cœur de Garonne et du canton de Cazères. Avant le 1er janvier 2017 Couladère faisait partie de la communauté de communes du canton de Cazères.

### Liste des maires
| Période                                  | Période  | Identité            | Étiquette | Qualité       |
| ---------------------------------------- | -------- | ------------------- | --------- | ------------- |
| Les données manquantes sont à compléter. |          |                     |           |               |
| mars 1980                                | 1992     | Jacques Deneys      |           |               |
| mars 1992                                | 1995     | Christian Seguela   |           |               |
| février 1995                             | 2008     | Jean-Pierre Primout | SE        | cadre EDF     |
| mars 2008                                | En cours | Jocelin Wiederhold  |           | Fonctionnaire |

## Population et société

### Démographie
| 1793 | 1800 | 1806 | 1821 | 1831 | 1836 | 1841 | 1846 | 1851 |
| ---- | ---- | ---- | ---- | ---- | ---- | ---- | ---- | ---- |
| 226  | 272  | 308  | 316  | 399  | 399  | 384  | 412  | 424  |

| 1856 | 1861 | 1866 | 1872 | 1876 | 1881 | 1886 | 1891 | 1896 |
| ---- | ---- | ---- | ---- | ---- | ---- | ---- | ---- | ---- |
| 406  | 400  | 394  | 374  | 386  | 344  | 328  | 355  | 330  |

| 1901 | 1906 | 1911 | 1921 | 1926 | 1931 | 1936 | 1946 | 1954 |
| ---- | ---- | ---- | ---- | ---- | ---- | ---- | ---- | ---- |
| 312  | 324  | 313  | 273  | 283  | 277  | 272  | 303  | 294  |

| 1962 | 1968 | 1975 | 1982 | 1990 | 1999 | 2006 | 2008 | 2013 |
| ---- | ---- | ---- | ---- | ---- | ---- | ---- | ---- | ---- |
| 271  | 271  | 286  | 305  | 330  | 351  | 417  | 436  | 433  |

| 2018 | 2022 | - | - | - | - | - | - | - |
| ---- | ---- | - | - | - | - | - | - | - |
| 417  | 413  | - | - | - | - | - | - | - |

### Enseignement
Couladère fait partie de l'académie de Toulouse.

### Sports
Pétanque, pêche, chasse,

### Écologie et recyclage
La collecte et le traitement des déchets des ménages et des déchets assimilés ainsi que la protection et la mise en valeur de l'environnement se font dans le cadre de la communauté de communes du canton de Cazères.
Une déchèterie intercommunale gérée par la communauté de communes est présente sur la commune de Mondavezan.

## Économie

### Revenus
En 2018  (données Insee publiées en septembre 2021), la commune compte 195 ménages fiscaux, regroupant 433 personnes. La médiane du revenu disponible par unité de consommation est de 21 680 € (23 140 € dans le département).

### Emploi
|                | 2008  | 2013   | 2018  |
| -------------- | ----- | ------ | ----- |
| Commune        | 8,1 % | 11,8 % | 6,1 % |
| Département    | 7,7 % | 9,6 %  | 9,3 % |
| France entière | 8,3 % | 10 %   | 10 %  |

En 2018, la population âgée de 15 à 64 ans s'élève à 231 personnes, parmi lesquelles on compte 74,5 % d'actifs (68,4 % ayant un emploi et 6,1 % de chômeurs) et 25,5 % d'inactifs,. En  2018, le taux de chômage communal (au sens du recensement) des 15-64 ans est inférieur à celui de la France et département, alors qu'en 2008 il était supérieur à celui du département et inférieur à celui de la France.
La commune fait partie de la couronne de l'aire d'attraction de Toulouse, du fait qu'au moins 15 % des actifs travaillent dans le pôle,. Elle compte 21 emplois en 2018, contre 18 en 2013 et 7 en 2008. Le nombre d'actifs ayant un emploi résidant dans la commune est de 162, soit un indicateur de concentration d'emploi de 13 % et un taux d'activité parmi les 15 ans ou plus de 49,6 %.
Sur ces 162 actifs de 15 ans ou plus ayant un emploi, 18 travaillent dans la commune, soit 11 % des habitants. Pour se rendre au travail, 88,9 % des habitants utilisent un véhicule personnel ou de fonction à quatre roues, 5,6 % les transports en commun, 1,2 % s'y rendent en deux-roues, à vélo ou à pied et 4,3 % n'ont pas besoin de transport (travail au domicile).

### Activités
20 établissements sont implantés  à Couladère au 31 décembre 2019.
Le secteur de la construction est prépondérant sur la commune puisqu'il représente 35 % du nombre total d'établissements de la commune (7 sur les 20 entreprises implantées  à Couladère), contre 12 % au niveau départemental.
Aucune exploitation agricole ayant son siège dans la commune n'est recensée lors du recensement agricole de 2020 (trois en 1988),.

## Culture locale et patrimoine

### Lieux et monuments
- Église Saint-Vincent.
- Vestiges de la chapelle Saint-Vincent[51].
- Bord de Garonne (vue sur le lac de retenue du barrage de Cazères).

## Pour approfondir